# Matar a la bestia
Matar a la bestia es una película argentina dirigida por Agustina San Martín.
La cinta fue nominada a mejor ópera prima en la 71° edición de los Premios Cóndor de Plata.

## Sinopsis
Emilia, de 17 años, llega a un albergue propiedad de su tía Inés en la frontera entre Argentina y Brasil, buscando a su hermano desaparecido hace tiempo. En esta frondosa selva, donde abundan los mitos y leyendas locales, parece rondar una peligrosa bestia que se cree es el espíritu de un hombre malvado que adopta la forma de diferentes animales. En un viaje hacia el despertar sexual, Emilia tendrá que enfrentarse a su pasado para matar a la bestia.

## Elenco
- Ana Brun como tía Inés
- Sabrina Grinschpun como Helena
- Julieth Micolta como Julieth
- João Miguel  como Lautaro
- Tamara Rocca como Emilia

## Premios y nominaciones
| Premio                  | Fecha              | Categoría         | Nominado          | Resultado | Ref.  |
| ----------------------- | ------------------ | ----------------- | ----------------- | --------- | ----- |
| Premios Cóndor de Plata | 22 de mayo de 2023 | Mejor ópera prima | Matar a la bestia | Nominada  | [ 1 ] |